# HD129705
HD129705 — хімічно пекулярна зоря спектрального класу
A0 й має видиму зоряну величину в смузі V приблизно 10,2.